# پپی بادر
پپی بادر (آلمانی: Pepi Bader؛ زادهٔ ۲۹ مهٔ ۱۹۴۱) ورزشکار بابسلد اهل آلمان است.